# IC 4017
IC 4017 es una galaxia activa de forma espiral en la constelación de Coma Berenices.  Está situada a 2,21 gigaaños luz y tiene una velocidad de corrimiento al rojo de Z=0,177375,  siendo así el objeto más distante del Catálogo Índice. Está situada próxima al ecuador celeste y, por lo tanto, es  parcialmente visible desde ambos hemisferios en determinadas épocas del año. Este objeto fue descubierto por Max Wolf el 27 de enero de 1904.